# SH3GL1
SH3GL1 (англ. SH3 domain containing GRB2 like 1, endophilin A2) – білок, який кодується однойменним геном, розташованим у людей на короткому плечі 19-ї хромосоми. Довжина поліпептидного ланцюга білка становить 368 амінокислот, а молекулярна маса — 41 490.
| 10         |  | 20         |  | 30         |  | 40         |  | 50         |
| ---------- |  | ---------- |  | ---------- |  | ---------- |  | ---------- |
| MSVAGLKKQF |  | YKASQLVSEK |  | VGGAEGTKLD |  | DDFKEMEKKV |  | DVTSKAVTEV |
| LARTIEYLQP |  | NPASRAKLTM |  | LNTVSKIRGQ |  | VKNPGYPQSE |  | GLLGECMIRH |
| GKELGGESNF |  | GDALLDAGES |  | MKRLAEVKDS |  | LDIEVKQNFI |  | DPLQNLCEKD |
| LKEIQHHLKK |  | LEGRRLDFDY |  | KKKRQGKIPD |  | EELRQALEKF |  | EESKEVAETS |
| MHNLLETDIE |  | QVSQLSALVD |  | AQLDYHRQAV |  | QILDELAEKL |  | KRRMREASSR |
| PKREYKPKPR |  | EPFDLGEPEQ |  | SNGGFPCTTA |  | PKIAASSSFR |  | SSDKPIRTPS |
| RSMPPLDQPS |  | CKALYDFEPE |  | NDGELGFHEG |  | DVITLTNQID |  | ENWYEGMLDG |
| QSGFFPLSYV |  | EVLVPLPQ   |  |            |  |            |  |            |

A: Аланін

C: Цистеїн

D: Аспарагінова кислота

E: Глутамінова кислота

F: Фенілаланін

G: Гліцин

H: Гістидин

I: Ізолейцин

K: Лізин

L: Лейцин

M: Метіонін

N: Аспарагін

P: Пролін

Q: Глутамін

R: Аргінін

S: Серин

T: Треонін

V: Валін

W: Триптофан

Кодований геном білок за функцією належить до фосфопротеїнів. 
Задіяний у таких біологічних процесах, як ендоцитоз, альтернативний сплайсинг. 
Білок має сайт для зв'язування з ліпідами. 
Локалізований у цитоплазмі, мембрані, клітинних контактах, клітинних відростках, ендосомах.